# Ariel 3
Ariel 3 — искусственный спутник Земли, спроектированный и изготовленный в Великобритании, основная задача которого состояла в изучении свойств ионосферы, термосферы и радиошума.
Аппарат был запущен 5 мая 1967 года ракетой-носителем Скаут с космодрома Ванденберг.

## Конструкция
Спутник представлял собой 12-гранную призму высотой 57 см и расстоянием между любой парой параллельных сторон 69,6 см. Коническая структура высотой 24,2 см, несущая различные антенны, была сопряжена с вершиной призмы. В нижней части призмы располагаются четыре лопасти по диагонали вниз под углом 25 градусов от нормали оси вращения. Два комплекта антенн натянуты вокруг внешних концов этих лопастей. Лопасти также служили креплениями для некоторых датчиков прибора. Солнечные элементы для питания были установлены на обеих сторонах призмы и лопастей. Запись данных производилась на магнитофон.

## Полёт
24 октября 1967 года магнитофон спутника начал работать со сбоями, 6 февраля 1968 года полностью отключился. Данные могли передаваться только при непосредственном радиоконтакте в режиме реального времени. В декабре 1968 года возникли перебои с электропитанием, и спутник мог работать только при непосредственном освещении солнечных батарей в дневное время.
Спутник полностью отключился в сентябре 1969 года. 14 декабря 1970 года вошёл в плотные слои атмосферы и сгорел.

## Эксперименты
На борту проводилось шесть разных экспериментов.
- Несколько рамочных антенн регистрировали крупномасштабные источники шума в радиодиапазоне с частотой от 2 до 4,3 МГц[3].
- С помощью двух зондов Ленгмюра регистрировалась температура электронов на орбите аппарата[4].
- При входе и выходе спутника из тени Земли ионизационные камеры регистрировали изменение интенсивности ультрафиолетового излучения от 1425 до 1490 А на высотах от 150 км до примерно 300 км от поверхности Земли. Уменьшение интенсивности света говорило о вертикальном распределении концентрации молекулярного кислорода, который это излучение поглощает[5].
- С помощью измерения диэлектрической проницаемости потока плазмы через конденсатор с параллельными пластинами определялась электронная плотность на орбите аппарата[4].
- Три пары высокочастотных приёмников работали на частотах 4,998 и 5,002 МГц, 9,998 и 10,002 МГц, а также 14,996 и 15,004 МГц. Каждый приёмник имел полосу пропускания 1580 Гц и измерял среднее напряжение создаваемого наземного радиошума. Так регистрировались разряды молнии.
- Цель последнего эксперимента состояла в том, чтобы провести регистрацию сигналов VLF и изучить влияние распространения сигналов от наземных передатчиков[6].